# Гуменюк, Александр Анатольевич
Алекса́ндр Анато́льевич Гуменю́к (укр. Олександр Анатолійович Гуменюк; 6 октября 1976, Хмельницкий — 4 января 2025) — украинский футболист, вратарь. Известен по выступлениям за одесский «Черноморец» и луцкую «Волынь». Мастер спорта Украины. Работал тренером вратарей в юношеской сборной Украины, в клубах: «Буковина», «Ворскла», «Крымтеплица», «Звезда».

## Биография

### Клубная карьера
Начал играть в ДЮСШОР «Подолье» Хмельницкий. Первый тренер — Николай Васильевич Гриневич. С 1990 года— в ДЮСШОР «Динамо» Киев. Выступал за «Борисполь», ЦСКА-Борисфен, ЦСКА, «Днепр» Днепропетровск, «Черноморец» Новороссийск. В начале 1999 года был на просмотре в петербургском «Зените».
Затем играл за «Днепр» Черкассы, «Черноморец» Одесса, «Волынь». Летом 2005 года перешёл в харьковский «Металлист». Позже играл за «Сталь» Днепродзержинск, «Подолье». В 2007 году перешёл в «Крымтеплицу».

#### «Черноморец» и «Волынь»
В начале 2000 года был приглашен в клуб высшей лиги «Черноморец» (Одесса), где смог закрепиться и стать основным вратарем. Во время зимнего перерыва сезона 2002/2003 покинул команду и перешел в состав луцкой «Волыни», где также был основным вратарем. Всего в составе «моряков» провел 45 матчей (11 — Высшая лига Украины, 31 — Первая лига, 3 — кубок), также провел 11 матчей и за вторую команду одесситов.
Воспоминания о периоде в луцкой команде:
Когда мы только начали вести переговоры о моём контракте, Виталий Владимирович поинтересовался: "Пьёшь? Куришь?" Я ответил: "Не курю". Кварцяный обрадовался: "Будешь играть, у меня в команде все пьют…"
Кроме того, после победы над «Динамо» в 2003 году Виталий Владимирович скомандовал заменить ящик пива на ящик водки. Шутки шутками, но если откровенно, то после удачных матчей Виталий Владимирович разрешал нам пропустить рюмку-другую. Помнится, когда взяли верх над "Динамо", а я ещё и отбил пенальти, то в душевую занесли ящик пива.

Только начался пир, туда зашёл Кварцяный, чего за ним раньше не наблюдалось, и на повышенных тонах поинтересовался: "Это что вы себе позволяете?!" Мы сразу даже не поняли, что происходит, ведь раньше это было обычным делом. Прибежал администратор команды и тренер набросился уже на него: "Это что такое? Какое пиво?! Давай сюда ящик водки, мы же победили «Динамо»!
В составе «крестоносцев» в течение двух с половиной лет провел 51 матч (48 — Высшая лига Украины, 3 — кубок) и летом 2005 года переехал в «Металлист» (Харьков).

### Карьера в сборной
В 1995 году в составе студенческой сборной Украины выступал на Универсиаде 1995 в Японии. По итогам турнира украинцы заняли 4-е место. Выступал за юниорскую сборную Украины, за которую провёл 2 матча.

### Тренерская карьера
В 2008 году начал свою тренерскую карьеру, став тренером вратарей в клубе «Крымтеплица». На протяжении 2011—2012 годов работал в клубах: «Ворскла» (Полтава) и «Звезда» (Кировоград), а также в киевском «Динамо».
В 2014 году стал тренером вратарей в юношеской сборной Украины до 19 лет. В марте 2014 года начал параллельно работать тренером вратарей в черновицкой «Буковине». В июне 2014 года стал тренером в клубе «Полтава». Затем вновь вернулся в «Буковину».
В июне 2015 года главный тренер «Буковины» Юрий Гий был отправлен в отставку, а Александр Гуменюк был назначен исполняющим обязанности главного тренера, а вскоре возглавил юношескую команду «Буковины» с которой проработал до окончания 2016 года. В то же время был владельцем частной футбольной школы в городе Черновцы.
Осенью 2017 года работал старшим тренером в клубе «Ингулец-2» (Петрово).
Умер 4 января 2025 года в возрасте 48 лет. Похоронен в Хмельницком

## Образование
Окончил Киевский институт физкультуры в 1999 году. В июне 2013 года получил тренерский диплом УЕФА категории «А».

## Факты
- В Высшей / Премьер лиге Украины провёл 67 матчей.
- В Первой лиге Украины провёл 83 матча.
- В Кубке Украины провел 17 матчей.

## Достижения
- Бронзовый призёр чемпионата Украины: 2006/07
- Полуфиналист Кубка Украины (2): 2003, 2007
- Серебряный призёр Первой лиги Украины: 2001/02
- Победитель Второй лиги Украины: 1993/94
- Бронзовый призёр Второй лиги Украины: 2007/08